# Pachydactylus monicae
Pachydactylus monicae — вид геконоподібних ящірок родини геконових (Gekkonidae). Мешкає в Намібії і Південно-Африканській Республіці. Вид названий на честь Моніки Фрелоу Бауер, дружини американського герпетолога Аарона Метью Бауера.

## Поширення і екологія
Pachydactylus monicae мешкають на крайньому півдні Намібії та на крайньому північному заході Північнокапської провінції в ПАР, в нижній течії Оранжевої, Фіш-Рівер і Холог, а також на рівнинах і пагорбах на захід від плато Хуїб-Хох. Вони живуть в річкових долинах та в сусідніх посушливих місцевостях, серед валунів і скель. Зустрічаються на висоті від 300 до 900 м над рівнем моря. Відкладають яйця.